# یادمان فرهاد و شیرین
یادمان فرهاد و شیرین (ترکی استانبولی: Ferhat ile Şirin Heykeli)، یادبودی است که بر فراز تپه‌ای صخره‌ای در آماسیه، در شمال ترکیه قرار دارد و به داستان عاشقانه غم‌انگیز خسرو و شیرین اختصاص دارد.
این تندیس‌ها که در دسامبر ۲۰۱۲ ساخته شد، مجسمه‌های برنزی فرهاد را با دیلم در دست و شیرین را در حال پریدن از بالای تپه برای خودکشی نشان می‌دهد. ارتفاع مجسمه‌ها ۵ متر است.
این یادمان در آماسیه، نسخه آناتولیایی از داستان خسرو و شیرین، داستان عاشقانه غم‌انگیز و مشهور شاعر ادبیات فارسی، نظامی گنجوی (۱۱۴۱–۱۲۰۹) است. این داستان عامیانه دربارهٔ نقاش جوانی به نام فرهاد است که کاخ‌ها را نقاشی می‌کند. او در حین نقاشی منزل شیرین، همسر خسرو پرویز، که توسط خواهر شیرین، مهمنه بانو، حاکم زن آماسیه ساخته شده بود، عاشق او می‌شود. فرهاد از حاکم می‌خواهد که شیرین را به او به همسری بدهد. حاکم که مایل به این کار نیست، از فرهاد می‌خواهد که با کندن دالانی در کوهستان، آب را از چشمه‌ای دور به شهر بیاورد. فرهاد با دیلم صخره‌ها را می‌کَنَد.
هنگامی که حاکم متوجه می‌شود که فرهاد در حال انجام کار است، جادوگری را نزد فرهاد می‌فرستد تا به او بگوید که شیرین مرده است. فرهاد با شنیدن این خبر غم‌انگیز، دیلم خود را به هوا پرتاب می‌کند که هنگام سقوط به سرش می‌خورد. شیرین که از این حادثه مطلع می‌شود، به محل می‌شتابد، شاهد مرگ معشوق خود می‌شود و با پریدن از بالای تپه خودکشی می‌کند.